# Grote Prijs Impanis-Van Petegem 2016
Der 6. Grote Prijs Impanis-Van Petegem 2016 war ein belgisches Straßenradrennen. Das Eintagesrennen wurde gestartet in Brakel und endete in Boortmeerbeek nach 200,4 km. Dieses Radrennen fand am Samstag, den 17. September 2016, statt. Es gehört zur UCI Europe Tour 2016 und war dort in der Kategorie 1.HC eingestuft.

## Teilnehmende Mannschaften
| WorldTeams (6)- BMC Racing Team - Lotto-Soudal - Etixx-Quick Step - Orica-BikeExchange - Katusha - Lotto NL-Jumbo Professional Continental Teams (9)- Direct Énergie - Fortuneo-Vital Concept - Roompot-Oranje Peloton - Stölting Service Group - Topsport Vlaanderen-Baloise - Wanty-Groupe Gobert - Wilier Triestina-Southeast - Delko-Marseille Provence-KTM - Team Roth Continental Teams (5)- Color Code-Arden'Beef - Crelan-Vastgoedservice - Veranclassic-Ago - Verandas Willems - Wallonie Bruxelles-Group Protect |
| |

## Rennergebnis
| \| Gesamtwertung \| Gesamtwertung \| Gesamtwertung \| Gesamtwertung \| Gesamtwertung \| \| Fahrer \| Fahrer \| Land \| Team \| Zeit \| \| ------------- \| ------------------- \| ------------- \| -------------------------------- \| --------------- \| \| 1. \| Fernando Gaviria \| Kolumbien \| Etixx-Quick Step \| 4 h 37 min 20 s \| \| 2. \| Timothy Dupont \| Belgien \| Verandas Willems \| + 0 s \| \| 3. \| Maximiliano Richeze \| Argentinien \| Etixx-Quick Step \| + 0 s \| \| 4. \| Tom Van Asbroeck \| Belgien \| LottoNL-Jumbo \| + 0 s \| \| 5. \| Magnus Cort Nielsen \| Dänemark \| Orica-BikeExchange \| + 0 s \| \| 6. \| Alexander Porsew \| Russland \| Katusha \| + 0 s \| \| 7. \| Kevyn Ista \| Belgien \| Wallonie Bruxelles-Group Protect \| + 0 s \| \| 8. \| Robin Stenuit \| Belgien \| Wanty-Groupe Gobert \| + 0 s \| \| 9. \| Michael Carbel \| Dänemark \| Stölting Service Group \| + 0 s \| \| 10. \| Marco Haller \| Österreich \| Katusha \| + 0 s \| |                     |             |                                  |                 |
| |                     |             |                                  |                 |
| Quelle: ProCyclingStats |                     |             |                                  |                 |
| Gesamtwertung |                     |             |                                  |                 |
| Fahrer | Fahrer              | Land        | Team                             | Zeit            |
| 1. | Fernando Gaviria    | Kolumbien   | Etixx-Quick Step                 | 4 h 37 min 20 s |
| 2. | Timothy Dupont      | Belgien     | Verandas Willems                 | + 0 s           |
| 3. | Maximiliano Richeze | Argentinien | Etixx-Quick Step                 | + 0 s           |
| 4. | Tom Van Asbroeck    | Belgien     | LottoNL-Jumbo                    | + 0 s           |
| 5. | Magnus Cort Nielsen | Dänemark    | Orica-BikeExchange               | + 0 s           |
| 6. | Alexander Porsew    | Russland    | Katusha                          | + 0 s           |
| 7. | Kevyn Ista          | Belgien     | Wallonie Bruxelles-Group Protect | + 0 s           |
| 8. | Robin Stenuit       | Belgien     | Wanty-Groupe Gobert              | + 0 s           |
| 9. | Michael Carbel      | Dänemark    | Stölting Service Group           | + 0 s           |
| 10. | Marco Haller        | Österreich  | Katusha                          | + 0 s           |